# Tôn Dức Lượng
Tôn Dức Lượng, né en 1925 à Bắc Ninh et mort le 10 février 2023 à Hanoi, est un peintre vietnamien. Il étudie de l'École des beaux arts de l'Indochine dans la promotion 1944-45, avec d'autres peintres célèbres comme Phan Kế An, Dương Bích Liên, Nguyễn Địch Dũng et Trần Quốc Ân. Durant la guerre d'Indochine, il travaille pour le journal Tiền Phong, dont il est responsable des illustrations de 1957 à 1982,.